# Tell Kotchek
Tell Kotchek (en arabe : تل كوتشك, en kurde : Tilkoçer ou Girê Koçera) ou Yaaroubiyé (en arabe : اليعربية, al-Yaʿrubīyah), est une ville frontière en Syrie, à côté de la ville de Rabia en Irak. Tell Kotchek est une ville ferroviaire sur la chemin de fer historique entre Nousseïbine et Mossoul. La population urbaine en 2004 était d'environ 6 000 habitants. La ville fait partie du gouvernorat de Hassaké et district d'Al-Malikiyah, et se situe au Kurdistan syrien.

## Histoire

### XXesiècle

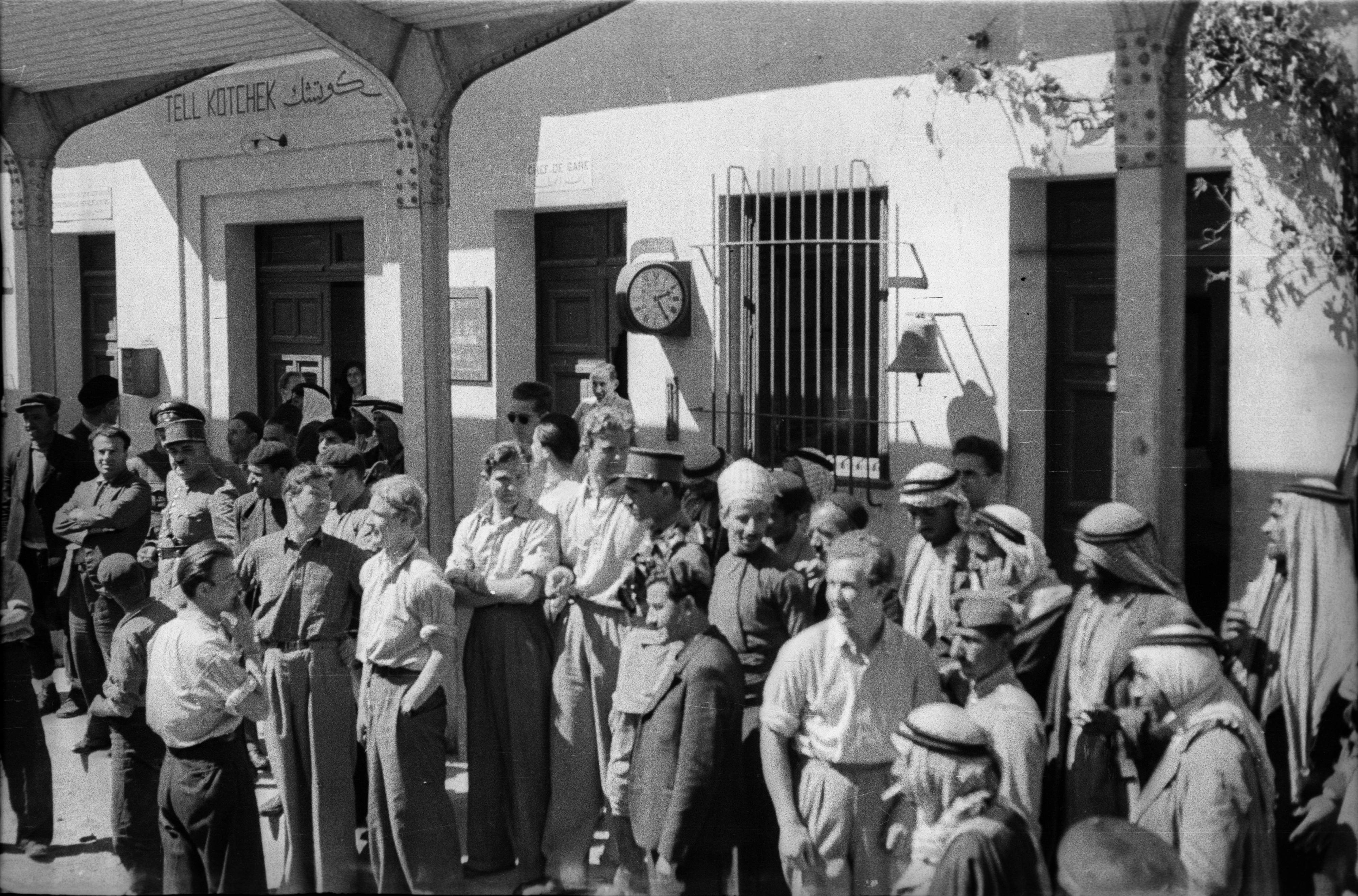
Allemands, Norvégiens, fonctionnaires coloniaux franco-syriens et autres à la gare de Tilkoçer, 1940.

La ville était le poste frontière entre le mandat français en Syrie et au Liban et le mandat britannique de Mésopotamie après la première guerre mondiale et avait une gare sur le chemin de fer Berlin-Bagdad. Il est jumelé par Rabia du côté irakien de la frontière entre l'Irak et la Syrie.

### XIesiècle
Au cours de la guerre civile syrienne, la ville est d'abord passée sous le contrôle des rebelles djihadistes, y compris le Front al-Nosra et l'État islamique, mais a ensuite été prise par les Unités de protection du peuple (YPG) kurdes.

## Population et société
Selon le Bureau central des statistiques de la Syrie (CBS), Tell Kotchek comptait 6066 habitants lors du recensement de 2004. C'est le centre administratif d'un nahiyah (sous-district) composé de 62 localités avec une population combinée de 39 459 en 2004[réf. nécessaire]. Sa population est principalement composée d'arabes de la tribu Shammar[réf. nécessaire].